# Ancepaspis asperata
Ancepaspis asperata är en insektsart som beskrevs av Brimblecombe 1959. Ancepaspis asperata ingår i släktet Ancepaspis och familjen pansarsköldlöss. Inga underarter finns listade i Catalogue of Life.